# Charles Catterall
Charles Catterall   (Harare, 16 d'octubre de 1914 - Durban, 1 de novembre de 1966) va ser un boxejador sud-africà que va competir durant la dècada de 1930.
El 1936 va prendre part en els Jocs Olímpics d'Estiu de Berlín, on guanyà la medalla de plata de la categoria del pes ploma del programa de boxa. Va perdre en la final contra l'argentí Óscar Casanovas. En el seu palmarès també destaca una medalla d'or en el pes ploma als Jocs de l'Imperi Britànic de 1934.